# قزانچی
قزانچی (به کُردی: قازانچی)، روستایی از توابع بخش مرکزی شهرستان کرمانشاه در استان کرمانشاه ایران و در ۱۲کیلومتری جاده سنندج قرار دارد که ساکنین آن کُرد هستند.

## جمعیت
این روستا در دهستان میان‌دربند قرار دارد و بر اساس سرشماری مرکز آمار ایران در سال ۱۳۹۵، جمعیت آن ۲۷۵۵ بوده‌است. مردم این روستا با زبان کردی صحبت میکنند و مردم آن اکثراً کشاورز یا دامدار می‌باشند.این روستا یکی از بزرگترین روستاهای منطقه و مرکز خدمات اداری و بازار میان‌دربند است.